# Guido II da Montefeltro

Stemma della famiglia Da Montefeltro

Guido II da Montefeltro (XIV secolo – XIV secolo) è stato un condottiero e politico italiano, conte di Urbino.

## Biografia
Soprannominato Novello, era figlio di Federico I da Montefeltro.
Dopo l'uccisione del padre, nel 1322, si rifugiò a Gubbio e rientrò ad Urbino solo nel 1323 assieme al fratello Nolfo, dopo due anni di controllo papale. Nel 1341 fu al servizio dei fiorentini contro Lucca.

## Discendenza
Sposò Gentile Brancaleoni, dalla quale non ebbe figli.

## Ascendenza
|                           |   |                     | Genitori |  |  | Nonni |  |  | Bisnonni                        |  |  | Trisnonni                 |  |
|                           |   |                     |          |  |  |       |  |  | Montefeltrano II da Montefeltro |  |  | Bonconte I da Montefeltro |  |
|                           |   |                     |          |  |  |       |  |  | Montefeltrano II da Montefeltro |  |  | Bonconte I da Montefeltro |  |
|                           |   | …                   |          |  |  |       |  |  | Montefeltrano II da Montefeltro |  |  |                           |  |
| Guido I da Montefeltro    |   |                     |          |  |  |       |  |  | Montefeltrano II da Montefeltro |  |  |                           |  |
|                           |   | …                   | …        |  |  |       |  |  |                                 |  |  |                           |  |
|                           |   | …                   | …        |  |  |       |  |  |                                 |  |  |                           |  |
|                           |   | …                   | …        |  |  |       |  |  |                                 |  |  |                           |  |
| Federico I da Montefeltro |   | …                   |          |  |  |       |  |  |                                 |  |  |                           |  |
|                           |   | Guido di Ghiaggiolo | …        |  |  |       |  |  |                                 |  |  |                           |  |
|                           |   | Guido di Ghiaggiolo | …        |  |  |       |  |  |                                 |  |  |                           |  |
|                           |   | Guido di Ghiaggiolo | …        |  |  |       |  |  |                                 |  |  |                           |  |
| Manentessa di Ghiaggiolo  |   | Guido di Ghiaggiolo |          |  |  |       |  |  |                                 |  |  |                           |  |
|                           |   | …                   | …        |  |  |       |  |  |                                 |  |  |                           |  |
|                           |   | …                   | …        |  |  |       |  |  |                                 |  |  |                           |  |
|                           |   | …                   | …        |  |  |       |  |  |                                 |  |  |                           |  |
| Guido II da Montefeltro   |   | …                   |          |  |  |       |  |  |                                 |  |  |                           |  |
|                           | … | …                   |          |  |  |       |  |  |                                 |  |  |                           |  |
|                           | … | …                   |          |  |  |       |  |  |                                 |  |  |                           |  |
|                           | … | …                   |          |  |  |       |  |  |                                 |  |  |                           |  |
| …                         | … |                     |          |  |  |       |  |  |                                 |  |  |                           |  |
|                           |   | …                   | …        |  |  |       |  |  |                                 |  |  |                           |  |
|                           |   | …                   | …        |  |  |       |  |  |                                 |  |  |                           |  |
|                           |   | …                   | …        |  |  |       |  |  |                                 |  |  |                           |  |
| …                         |   | …                   |          |  |  |       |  |  |                                 |  |  |                           |  |
|                           |   | …                   | …        |  |  |       |  |  |                                 |  |  |                           |  |
|                           |   | …                   | …        |  |  |       |  |  |                                 |  |  |                           |  |
|                           |   | …                   | …        |  |  |       |  |  |                                 |  |  |                           |  |
| …                         |   | …                   |          |  |  |       |  |  |                                 |  |  |                           |  |
|                           |   | …                   | …        |  |  |       |  |  |                                 |  |  |                           |  |
|                           |   | …                   | …        |  |  |       |  |  |                                 |  |  |                           |  |
|                           |   | …                   | …        |  |  |       |  |  |                                 |  |  |                           |  |
|                           |   | …                   |          |  |  |       |  |  |                                 |  |  |                           |  |